# Římskokatolická farnost Kněžice u Třebíče
Římskokatolická farnost Kněžice u Třebíče je územní společenství římských katolíků v Kněžicích, s farním kostelem sv. Jakuba Staršího.

## Území farnosti
Do farnosti náleží území těchto obcí:
- Brodce
- Hrutov
- Jestřebí
- Kněžice
- Nová Brtnice
- Rychlov u Kněžic
- Víska u Kněžic

## Duchovní správci
Od 1. září 2013 byl farářem R. D. Václav Novák. Dne 1. srpna 2021 se stal administrátorem excurrendo R. D.  Mgr. Grzegorz Bajon, OFMConv.

## Bohoslužby
| Kostel                  | Místo   | Bohoslužba (den)           | Hodina                                                     | Poznámka     |
| ----------------------- | ------- | -------------------------- | ---------------------------------------------------------- | ------------ |
| svatého Jakuba Staršího | Kněžice | neděle středa pátek sobota | 8.00 17.30 v zimě, 18.30 v létě 18.00 v zimě, 19.00 v létě | farní kostel |

## Aktivity ve farnosti
Pravidelně se ve farnosti koná tříkrálová sbírka. V roce 2017 dosáhl výtěžek sbírky v Kněžicích a Brodcích 34 271 korun. Při sbírce v roce 2019 se v Kněžicích a Brodcích vybralo 39 952 korun.